# Beringin (Pinggir)
Beringin is een bestuurslaag in het regentschap Bengkalis van de provincie Riau, Indonesië. Beringin telt 2890 inwoners (volkstelling 2010).